# Islas de la Bahía (departement)
Islas de la Bahía (vertaling: "Baai-eilanden") is een departement van Honduras. Het komt voor het grootste deel overeen met de eilandengroep Islas de la Bahía, maar niet helemaal. Er zijn enkele andere eilanden die niet tot de eilandengroep gerekend worden, maar wel tot het departement. De hoofdstad is Coxen Hole, gelegen op het eiland Roatán.
Op de eilanden wordt over het algemeen Engels gesproken. De eilanden worden in het gebied zelf aangeduid in het Engels als Bay Islands of in het Spaans als Islas de la Bahía. Het departement wordt officieel echter met de Spaanse naam aangeduid.
Het departement wordt gevormd door de volgende eilandengroepen:
- De Islas de la Bahía: Roatán, Guanaja, Utila, en vele kleine satellieteilandjes
- De Cayos Cochinos, ten zuiden van de Islas de la Bahía
- De Islas del Cisne, ongeveer 120 km naar het noorden

Het departement bestrijkt een oppervlakte van 236 km² en is daarmee het kleinste departement van Honduras. Islas de la Bahía heeft 67.704 inwoners (2016).

## Gemeenten
Islas de la Bahía is ingedeeld in vier gemeenten:
- Guanaja
- José Santos Guardiola
- Roatán, met de hoofdplaats Coxen Hole
- Utila

Atlántida · Choluteca · Colón · Comayagua · Copán · Cortés · El Paraíso · Francisco Morazán · Gracias a Dios · Intibucá · Islas de la Bahía · La Paz · Lempira · Ocotepeque · Olancho · Santa Bárbara · Valle · Yoro